# Microsoft Narrator
Narrator е програма, включена в Microsoft Windows, която чете текст от екрана. Narrator чете диалогови прозорци и опции в някои от най-често използваните приложения в Microsoft Windows.
Докато Microsoft предлагат на хората със зрителни увреждания да си купят програма за четене от екрана с всички функции, Narrator e много полезен софтуер поради редица причини. Narrator е предоставен във всяко копие на Windows, осъществявайки достъп до Windows без да има нужда от инсталиране на допълнителен софтуер, стига компютърът да има работещи звукова карта, тонколони или слушалки. Windows 2000 била първата версия, която осигурявала до някаква степен възможности за работа на зрително увредени хора с компютър, като им позволява да работят с всеки компютър, на който е инсталиран Microsoft Windows.
Narrator може да помага на сляп човек да инсталира програма за четене от екрана с всички функции и да продължи да работи докато другата програма се стартира. Също така, понеже Narrator се нужда е от малки изисквания от операционната система, може да предостави говор, когато друга подобна програма с всички функции не успее да предостави услугите си, като например по време на ъпдейтване на хардуерните драйвери.
Версията на Narrator от Windows 2000 използва SAPI 4 и позволява използването на други SAPI гласове. Windows XP използва по-новия SAPI 5, но използва само подразбиращия се глас, Microsoft Sam, дори и ако други гласове се инсталират. В Windows Vista Narrator е обновен до SAPI 5.3 и се използва гласа на Microsoft Anna или при китайските системи на Microsoft Lili.
|  | Тази страница частично или изцяло представлява превод на страницата Microsoft Narrator в Уикипедия на английски. Оригиналният текст, както и този превод, са защитени от Лиценза „Криейтив Комънс – Признание – Споделяне на споделеното“, а за съдържание, създадено преди юни 2009 година – от Лиценза за свободна документация на ГНУ. Прегледайте историята на редакциите на оригиналната страница, както и на преводната страница, за да видите списъка на съавторите. ВАЖНО: Този шаблон се отнася единствено до авторските права върху съдържанието на статията. Добавянето му не отменя изискването да се посочват конкретни източници на твърденията, които да бъдат благонадеждни. |